# Пол Векеса
Пол Векеса (нар. 2 липня 1967) — колишній кенійський тенісист.
Найвищу одиночну позицію світового рейтингу — 100 місце досяг 1 травня 1995, парну — 66 місце — 23 березня 1992 року.
Здобув 3 парні титули.
Найвищим досягненням на турнірах Великого шолома було 2 коло в одиночному розряді.
Завершив кар'єру 1996 року.

## Фінали за кар'єру
| Легенда                |
| Великий шлем (0)       |
| Tennis Masters Cup (0) |
| Серія Мастерс ATP (0)  |
| Тур ATP (6)            |

### Парний розряд (3–3)
| Результат | W/L | Дата     | Турнір                                          | Покриття  | Партнер        | Суперники                    | Рахунок       |
| --------- | --- | -------- | ----------------------------------------------- | --------- | -------------- | ---------------------------- | ------------- |
| Перемога  | 1–0 | Жов 1988 | Тель-Авів, Ізраїль                              | Тверде    | Роджер Сміт    | Патрік Баур Александр Мронц  | 6–3, 6–3      |
| Перемога  | 2–0 | Кві 1989 | Сеул, Південна Корея                            | Тверде    | Скотт Девіс    | Джон Леттс Брюс Ман-Сон-Хінґ | 6–2, 6–4      |
| Поразка   | 2–1 | Кві 1989 | Сінгапур                                        | Тверде    | Пол Чемберлен  | Рік Ліч Джим П'ю             | 3–6, 4–6      |
| Поразка   | 2–2 | Сер 1990 | Лос-Анджелес, США                               | Тверде    | Петер Лундгрен | Скотт Девіс Девід Пейт       | 6–3, 1–6, 3–6 |
| Перемога  | 2–3 | Лис 1991 | Бірмінгем, Велика Британія                      | Килим (i) | Якко Елтінг    | Ронні Ботман Рікард Берг     | 7–5, 7–5      |
| Поразка   | 3–3 | Сер 1994 | Відкритий чемпіонат Хорватії з тенісу, Хорватія | Ґрунт     | Кароль Кучера  | Дієго Перес Франсіско Ройг   | 2–6, 4–6      |